# 레일리-테일러 불안정

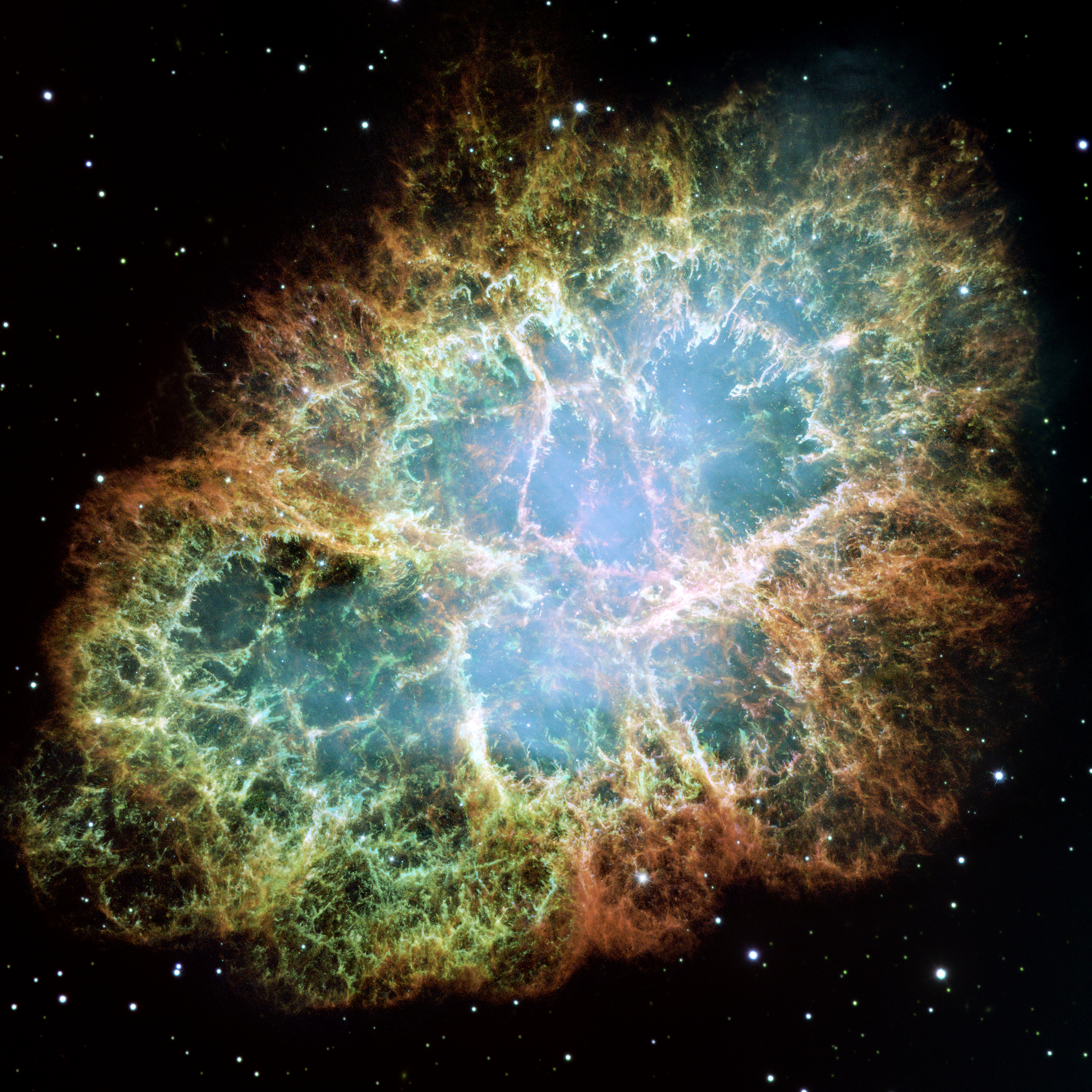

레일리-테일러 불안정(Rayleigh-Taylor instability)은 밀도가 높은 물질이 밀도가 낮은 물질로 침투할 때 생기는 현상이다. 예를 들어 물 위에 수은을 첨가하게 되면 수은이 일정하게 물 속으로 침투하는 것이 아니고 잉크방울이 물에 침투하듯이 불규칙하게 스며드는 현상이다.

## 같이 보기
- 비스커스 핑거
- 버섯 구름
- 카르만 와류